# 藤枝ため池
藤枝ため池（ふじえだためいけ）は、青森県五所川原市金木町芦野大字松野木にあるため池である。
2010年（平成22年）3月25日に農林水産省のため池百選に選定された。

## 概要
元禄年間1688年～1704年弘前藩主津軽信政により、北津軽の新田開墾の灌漑用水源として築造された。
藤枝ため池は大沢内溜池と共に芦野池沼群県立自然公園に指定されている。
湖畔には芦野公園が整備されており、2, 300本の桜が咲き、日本さくら名所100選に指定されている。
池にはつり橋や、水位によって上下する芦野夢の浮橋が横断し、オートキャンプ場等も整備されている。
冬季には鴨、雁等の渡り鳥の越冬地となる。

## 発掘調査
1952年（昭和27年）11月、杉原荘介は小規模な試掘を行い、礫層から人為的な加工跡を思わせる資料（小石など）を採集、「日本石器文化の段階」という論文を発表し、この資料を基に「藤枝文化」として日本最古の段階に位置づけた。翌1953年6月、明治大学考古学教研究室主催・日本学術会議第四紀小委員会後援で本格的発掘調査が行われた。砂礫層中から多量の出土品を発掘、1954年4月に講演会要旨「青森県金木砂礫層出土の偽石器」（謄写版刷り）が発表され、出土品は日本最古級の石器ではなく自然破砕礫という結果を発表した。その後の2013年9月に松藤和人等が初歩的な地質・地形調査で砂礫層の最下位から未知のテフラ（十和田湖給源？）を見つけた。分析の結果は3～4万年前のものと推定された。この年代では日本列島に人類が生息しているため、偽石器と明瞭な人工品との比較検討をおこない、両者の差異を明らかにする研究が今後大事である。このような問題意識に立った地形・地質調査が、2014年度に上峯篤史らによって実施された。1950年代の学史の詳細な検討結果とともに、藤枝溜め池周辺のどのような特徴が偽石器問題の呼び水となったのかが丁寧に跡づけられた。

## アクセス

### 道路
- 国道339号・芦野公園

### 路線バス
- 津軽鉄道線芦野公園駅下車